# Amazona herida (pintura)
Amazona herida (en alemán, Verwundete Amazone) es una pintura de 1904 del artista alemán Franz von Stuck. Describe a una amazona arrodillada y sangrando herida en una batalla entre amazonas y centauros.
El motivo no es tomado de ninguna fuente en particular. La pintura se hizo a partir de fotografías de una modelo posando en el estudio de von Stuck. El artista hizo tres versiones de la pintura. Una se conserva en el Museo Van Gogh en Ámsterdam y otra en el Museo Busch–Reisingeren en Cambridge, Massachusetts.